# گروه کپیتال میوزیک
گروه کپیتال میوزیک (انگلیسی: Capitol Music Group) شرکت نشر موسیقی آمریکایی است، که در سال ۲۰۰۷ تأسیس شد.